# راهول بهیکه
راهول بهیکه (مراتی: राहुल शंकर भेके؛ زادهٔ ۶ دسامبر ۱۹۹۰) بازیکن فوتبال اهل هند است.
از باشگاه‌هایی که در آن بازی کرده‌است می‌توان به باشگاه فوتبال بنگالورو، باشگاه فوتبال پون سیتی، باشگاه فوتبال کرالا بلاسترز، باشگاه فوتبال مومبای سیتی، باشگاه فوتبال بنگال شرقی، و باشگاه فوتبال بمبئی اشاره کرد.
وی همچنین در تیم ملی فوتبال هند بازی کرده‌است.